# プリンケツプリンケツ
プリンケツプリンケツは日本のフリースタイル・ダンスユニットである。メンバーは　アキト、よっち、ゆっくんの三人。

## 概要
お笑いとダンスを融合させた異色ダンサーユニットである。
高いダンステクニックを駆使したギャグマンガのように動くシュールな踊りのパフォーマンスが持ち味である。TRUE SKOOL 2003 グランドチャンピオン大会で優勝し、DANCE DELIGHT AWARD 2004 でベストパフォーマンス賞を獲得している。
一時活動を停止していたが、2006年4月7日に復活。しかし、表立った活動は特になかった。
メンバーのよっちは別の活動として、”くしゃみ屋”というユニットを展開。
「くしゃみ、バランスボール、歌」などをメインとして展開中。

## メンバー プロフィール
アキト（本名：？、？-）　愛知県生まれ。（2005年12月27日午前3時45分頃車による自殺、公式HPでは事故死と表記されていた）
よっち　（1983年1月16日生)北海道旭川生まれ。
ゆっくん（1982年9月26日生）大阪府生まれ。

## 出演

### TV
- 少年チャンプル
- スーパーチャンプル

＜よっちの”くしゃみ屋”としての活動＞
- あらびき団出演
- ＥＸＥ出演
- 世界を変える100人の日本人出演
- ＤＡＮＣＥ＠ＴＶ出演
- 夜遊び三姉妹出演
- サイゾー掲載
- 琉神マブヤー、悪の軍団マジムン振付
- wondaモーニングショットCM出演
- モヤモヤさま〜ず２　たまごのうた
- こどもちゃれんじ　ライブ授業オープニング振付
- ジャスティンビーバーsorry日本版MV出演

### 動画
- Purinkitsu Purinkitsu
- 少年チャンプル - プリンケツプリンケツ(初登場)
- プリンケツプリンケツの秘蔵映像